# Натан Сінкала
Натан Сінкала (англ. Nathan Sinkala, нар. 22 листопада 1990, Чингола) — замбійський футболіст, захисник, півзахисник клубу «ЗЕСКО Юнайтед».
Виступав, зокрема, за «ТП Мазембе», «Сошо» та «Грассгоппер», а також національну збірну Замбії. У складі збірної — володар Кубка африканських націй.

## Клубна кар'єра
У дорослому футболі дебютував 2007 року виступами за команду «Занако», в якій провів один сезон.
Згодом з 2008 по 2012 рік грав у складі команд «Грін Баффалос». У 2009 році здавався в оренду в ізраїльський «Хапоель» (Кір'ят-Шмона), але грав лише за молодіжну команду. Згодом повернувся у «Грін Баффалос», з яким у 2010 році Сінкала став володарем Суперкубку Замбії.
У 2012 році півзахисник перейшов до конголезького клубу «ТП Мазембе», уклавши трирічний контракт. З цією командою Сінкала двічі став чемпіоном ДР Конго.
8 січня 2014 року був відданий в оренду до французького «Сошо». У Лізі 1 півзахисник дебютував 11 січня 2014 року у зустрічі з «Ліоном» (0:2). Загалом до кінця сезон зіграв 15 ігор чемпіонату. Незважаючи на те, що гравець хотів залишитися в «Сошо», керівництво клубу вирішило не купувати замбійця.
9 липня 2014 року Натан на правах оренди приєднався до швейцарського клубу «Грассгоппер». 30 липня Сінкала провів свій перший матч у єврокубках, вийшовши у стартовому складі у зустрічі Ліги чемпіонів проти «Лілля». Наприкінці 2014 року Натан повернувся до «ТП Мазембе». Після цього став з командою переможцем Ліги чемпіонів КАФ та дворазовим володарем Кубка конфедерації КАФ.
Протягом 2020—2022 років захищав кольори південноафриканського клубу «Стелленбош», після чого повернувся на батьківщину і став гравцем «ЗЕСКО Юнайтед».

## Виступи за збірні
Залучався до складу молодіжної збірної Замбії. У 2007 і 2008 роках він брав участь у Кубку виклику КОСАФА U-20, але обидва рази команда не пройшла груповий етап. У відборі на молодіжний (U-20) кубок африканських націй у 2009 році він зазнав невдачі в останньому кваліфікаційному раунді проти Єгипту (3:4), але в грудні 2008 року виграв бронзову медаль на турнірі SADC Zone Six U-20.
Протягом 2010—2011 років Залучався до складу збірної Замбії U-23, з якою у січні 2011 року грав у відборі на Панафриканські ігри проти Зімбабве, але Замбія програла південним сусідам. Згодом він також брав участь у відборі на літні Олімпійські ігри і Кубку африканських націй 2013 року, де замбійці не вийшли з групи
.
29 листопада 2011 року дебютував в офіційних матчах у складі національної збірної Замбії, перемігши в товариському матчі над збірною Індії (5:0). Наступного року у складі збірної був учасником Кубка африканських націй 2012 року у Габоні та Екваторіальній Гвінеї, здобувши того року титул континентального чемпіона. На турнірі взяв участь у всіх шести матчах своєї збірної, у тому числі і у фінальній зустрічі з івуарійцями, в якій він реалізував післяматчевий пенальті.
Сінкала зіграв у всіх трьох іграх наступного Кубка африканських націй 2013 року у ПАР, але, будучи чинним чемпіоном, Замбія вилетіла на груповому етапі після трьох нічиїх, у тому числі проти майбутніх фіналістів Нігерії та Буркіна-Фасо.
У грудні 2014 року Сінкала потрапив у заявку Замбії на третій поспіль для себе Кубок африканських націй 2015 року в Екваторіальній Гвінеї. У першому ж матчі зі збірною ДР Конго отримав травму, через яку пропустив ігри своєї команди, що залишилися.

## Титули і досягнення
- Володар Суперкубка Замбії (1):

«Грін Баффалос»: 2010
- Чемпіон ДР Конго (6):

«ТП Мазембе»: 2012, 2013, 2015/16, 2016/17, 2018/19, 2019/20
- Переможець Ліги чемпіонів КАФ (1):

«ТП Мазембе»: 2015
- Володар Кубка конфедерації КАФ (2):

«ТП Мазембе»: 2016, 2017
- Володар Суперкубка КАФ (1):

«ТП Мазембе»: 2016
- Володар Кубка африканських націй (1):

## Особисте життя
Його старший брат Ендрю Сінкала також був футболістом і грав за збірну Замбії.